# Jamestown (Nueva York)
Jamestown es una ciudad situada en el condado de Chautauqua, en el estado de Nueva York, Estados Unidos. Tiene una población estimada, a mediados de 2023, de 27 965 habitantes.

## Historia
El nombre de la localidad deriva de James Prendergast, uno de los primeros colonos que llegó a la zona. Después de explorar la zona y reconocer su potencial, adquirió 1000 acres de tierra. Allí comenzó a edificarse el asentamiento que se transformaría en la ciudad de Jamestown.
En el otoño de 1810, John Browers, un empleado de Prendergast, construyó una cabaña que se convirtió en el primer edificio de la localidad. Prendergast y su familia se instalaron en la zona un año después, en 1811.

## Transporte
El Chautauqua County Jamestown Airport (JHW) está al norte de la ciudad y ofrece servicios aéreos chárter.

## Ciudades hermanadas
- Jakobstad, Finlandia
- Đakovica, Kosovo
- Cantù, Italia

## Ciudadanos famosos
- Lucille Ball, actriz
- Nick Carter, cantante
- Natalie Merchant, cantante
- Roger Tory Peterson, naturalista
- Brad Anderson, dibujante